# Bazolles
Bazolles ist eine französische Gemeinde mit 284 Einwohnern (Stand: 1. Januar 2022) im Département Nièvre in der Region Bourgogne-Franche-Comté. Die Gemeinde gehört zum Arrondissement Nevers und zum Kanton Guérigny. 

## Geografie
Bazolles liegt etwa 38 Kilometer ostnordöstlich von Nevers am Canal du Nivernais. Umgeben wird Bazolles von den Nachbargemeinden Vitry-Laché im Norden und Nordwesten, La Colancelle im Nordosten, Achun im Osten, Mont-et-Marré im Süden und Südosten, Saint-Maurice im Südwesten sowie Crux-la-Ville im Westen.

## Bevölkerungsentwicklung
| Jahr                       | 1962 | 1968 | 1975 | 1982 | 1990 | 1999 | 2006 | 2013 |
| Einwohner                  | 453  | 440  | 325  | 320  | 260  | 265  | 272  | 284  |
| Quellen: Cassini und INSEE |      |      |      |      |      |      |      |      |

## Sehenswürdigkeiten

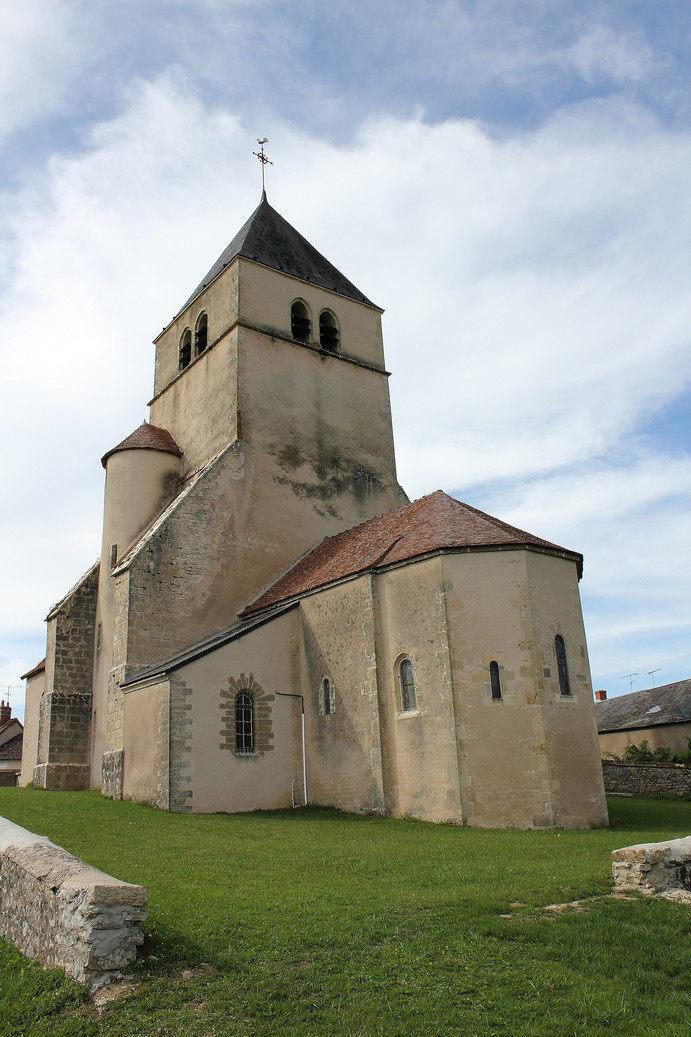
Kirche Saint-Symphorien

- Kirche Saint-Symphorien